# Cyathochromis obliquidens
Cyathochromis obliquidens är en fiskart som beskrevs av Trewavas, 1935. Cyathochromis obliquidens ingår i släktet Cyathochromis och familjen Cichlidae. IUCN kategoriserar arten globalt som livskraftig. Inga underarter finns listade i Catalogue of Life.